# Abšalom
Abšalom (hebrejsky אַבְשָׁלוֹם‎‎‎, Avšalom, doslova „Otec pokoje“), v českých překladech Bible jméno přepisováno též jako Abšalóm, Absalom či Absolon, byl třetím synem izraelského krále Davida, jeho matkou byla Maaka (1Pa 3, 2 (Kral, ČEP)). Příběh tohoto krásného, ale také krutého a svévolného muže je podrobně a s mnoha detaily zaznamenán ve Druhé knize Samuelově.

## Abšalomova pomsta
Amnon, prvorozený Davidův syn, toužil po své krásné sestře Támar, znásilnil ji a potom vyhnal.(2Sam 13, 1–19 (Kral, ČEP)). Abšalom ji pomstil tím, že Amnona zabil, a pak uprchl ke králi Talmajovi, svému dědovi z matčiny strany. David ho nejprve pronásledoval, až se s Amnonovou smrtí smířil. Když to viděl jeho pobočník a vojevůdce Joáb, přemluvil svého pána, aby povolil Abšalomovi návrat do Jeruzaléma, ale David ho nadále nenáviděl (2Sam 14, 1–31 (Kral, ČEP)).

## Abšalomovo povstání
Když se ale Abšalom po dva roky k Davidovi nedostal, rozhodl se, že ho svrhne. Pořídil si královský vůz a doprovod a popudil proti Davidovi celý Jeruzalém, takže David musel město opustit. Abšalom je obsadil a veřejně spal s konkubínami svého otce, aby dal najevo, že je králem Izraele. Na radu dříve Davidova rádce Achitofela dal Davida ještě té noci pronásledovat, ale akce byla vyzrazena a David uprchl za Jordán. Achitofel pro své selhání spáchal sebevraždu oběšením, Abšalom s izraelským vojskem pak pokračoval v tažení proti svému otci. David poslal judská vojska proti němu, ale nařídil, aby Abšalomovi neublížili. Jenže poražený Abšalom prchal na mezku a dlouhými vlasy se zachytil na větev stromu. Když se to dozvěděl Davidův vojevůdce Joáb, probodl ho třemi oštěpy a jeho vojáci Abšaloma dobili (2Sam 18, 1–15 (Kral, ČEP)). David velice truchlil a zlobil se na Joába, který ho však přesvědčil, že musí jednat jako král (2Sam 19, 1–9 (Kral, ČEP)). Joáb pak opět získal přízeň Davida, když porazil povstání Izraelce Šeby, které následovalo (2Sam 20 (Kral, ČEP)).
Abšalom byl podle tradice pohřben v Jad Avšalom.

## Postava Abšaloma v umění
Dramatický příběh krásného mládence, který nakonec uvázne za vlasy na stromě, byl často zobrazován, zejména v raném novověku. Anglický básník John Dryden (1631-1700) zpracoval biblický příběh o Abšalomovi v satirické básni „Absalom and Achitophel“.